# سفين إريك هولمز
سفين إريك هولمز (بالإنجليزية: Sven Erik Holmes) هو محامي وقاضي أمريكي، ولد في 13 فبراير 1951 في غراند جنكشن في الولايات المتحدة.